# Източноафриканска рифтова долина
Източноафриканската рифтова долина (също Голямата рифтова долина) е голямо рифтово образувание на релефа, простиращо се в източната част на континента Африка с около 6400 км. дължина и 50 – 60 км ширина.
Долината се намира между Източното и Западното разклонение на Източноафриканската рифтова система. Ориентирана е в посока север-юг, като започва от Северна Сирия в Югозападна Азия и достига до Централен Мозамбик в Източна Африка. Известна е още като Голямата рифтова долина – име, дадено ѝ от британския геолог, географ и изследовател Джон Уолтър Грегъри.

## Образуване
Източноафриканската рифтова система е образувана през терциера, преди около 30 милиона години, когато Арабският полуостров се отделя от Африка. Това е едно от геоложките чудеса на света, място, където земните тектонични сили се опитват да създадат нови плочи, разделяйки старите. Ако процесът продължи, това би довело до отделянето на Източна Африка от континента. Рифтовата долина се намира на границата между две литосферни плочи – Африканската и Арабската, които се раздалечават една от друга. Те плават върху разтопената вътрешна астеносфера, горната част на земната мантия, и носят гранитните основи на континентите. При това раздалечаване са се образували Червено море и Аденският залив и като следствие от него в тази част на континента са се появили множество вулкани. При това движение земната кора се разкъсва и се образуват разломи с нееднакво високи „брегове“. Скалите от едната страна на разлома са по-високи от тези от другата страна. Дълбочината на пропадането невинаги е достатъчно забележима, защото в цепнатините са се изливали големи потоци от лава, но въпреки това стръмните скали от двете страни на долината в някои зони са впечатляващи с височината си. Обикновено земната кора е с дебелина около 100 км, но тук, в зоната на разлома тя е силно изтъняла и достига едва 20 км.
Точният механизъм на образуване на разлома все още е предмет на дебати между геолози и геофизици. Според един от популярните модели се приема, че повишеният поток на топлина от мантията и по-конкретно от астеносферата предизвиква издуване на земната кора и образуване на хорстова зона в региона Афар и Северна и Централна Етиопия. Тези височини могат лесно да бъдат открити на всяка топографска карта на района. Изпъкналите форми разтягат и разчупват земната кора, част от нея пропада, друга се издига и така се оформя класическата структура хорст-грабен.
Процесът на разтягане и раздуване обикновено се предшества и съпътства от огромни вулканични изригвания, които засягат големи площи. Следите от тях могат да се намерят по склоновете на рифтовата долина. Някои геолози наричат това изтичане на големи количества лава „базалтово наводнение“. Лавата изригва по протежение на цялата фрактура, а не през отделни вулканични гърла и се разлива върху цялата повърхност както вода при наводнение. Такива изригвания покриват големи територии с дебел пласт лава. Когато това разтягане на земната кора продължи, се образуват зони на опън, които се покриват със слой от втечнен базалт и континентални скали. Този слой се е излял на дъното на Червено море и Аденския залив. Това е зона на вулканична и земетръсна дейност, изпъстрена с много кратери на загаснали и действащи вулкани. Доказателство, че този процес все още продължава са голямото количество активни и полу-активни вулкани, разположени по протежение на разлома, а също и наличието на голям брой горещи извори. Тук се намира Килиманджаро с най-високия връх в Африка – угасналия вулкан Ухуру (Кибо). Освен него по рифта са разположени загасналите вулкани Кения, Лонгонот, Сусва, Меру и много други.
В сеизмично отношение Голямата рифтова долина все още е съвсем жива. Поне един път на десетилетие се наблюдава вулканична дейност и изливане на потоци лава в планината Вирунга северно от езерото Киву, в Западния клон на рифта. Две вулканични изригвания през септември 2005 г. предизвикват разцепване с дължина около 60 км и дълбочина 60 м в североизточната част на Етиопия. Това дава уникална възможност на учените да изследват по-задълбочено тектонските движения в рифта. Нови данни показват, че изключително активната вулканична дейност по граничните ръбове на тектонските плочи може да доведе до внезапно възникване на големи пукнатини. От двете изригвания през 2005 г. до 2010 г. са засечени още 12 подобни, макар и по-малко интензивни, сеизмични събития в региона.

## Описание
Най-северната част на рифта формира долината Бекаа в Ливан. Южно от нея в Израел носи името Долината Хула и се разполага между Голанските възвишения и Галилейските планини. Продължавайки на юг разломът минава по река Йордан, през езерото Хула и продължава през Галилейското езеро в Израел. После се разделя на два клона от двете страни на долината на Мъртво море, минава през планината Уади Араба по границата между Израел и Йордания, залива Акаба, през Червено море, Еритрея, Етиопия, Уганда, Руанда, Бурунди, Кения, Танзания, Демократична република Конго, Замбия, Малави и достига до Мозамбик. Територията между двата разлома е пропаднала и е образувала Голямата източноафриканска рифтова долина. Ерозията е изравнила някои части, но има участъци, особено в Кения и Танзания, където отвесните скали имат височина няколко хиляди метра. В нея са разпръснати хълмове, някъде с остри и стръмни склонове, които достигат до 3000 м. височина.
Най-старият и най-добре очертан разлом се намира в региона Афар в Етиопия и е познат под името Афарски триъгълник или Етиопски рифт и образува депресията Афар (Данакил). Той е много характерен с трите си разлома, които започват от една точка и сключват помежду си ъгли от 120°. Точката, от която водят началото си се нарича „троен възел“ и именно такъв възел се намира в Афарския триъгълник в Етиопия. Двата му клона са заети от Червено море и Аденския залив, а третият минава на юг по суша. Преди да се образува този разлом, Арабският полуостров се е допирал до Сомалийския полуостров. По-нататък на юг се появяват серия от разломи, които включват Западния клон, Рифта на езерото Алберт, Източноафриканските езера и Източния клон, който пресича Кения от север на юг по линия, преминаваща западно от Найроби. Всъщност Източноафриканската разломна зона обхваща серия от последователни рифтове, свързани помежду си и оформящи релефа, геологията и топографията на Източна Африка.
Процесът на образуване на разломи в източната част на Африка се усложнява от факта, че двете направления са развити в различни зони. Едното е в западната част, където са се излели водите на големите африкански езера, а другото почти паралелно на около 600 км на изток, пресичащо Кения от север на юг и продължаващо в Танзания. Езерото Виктория се намира между двата клона, разположено върху плато. Смята се, че тези пукнатини са по-стари структури върху древните континентални маси, които са се сблъскали преди милиарди години. Въпреки че източният и западният клон са образувани при един и същи процес, те всъщност са доста различни. Източният клон се характеризира с по-активна вулканична дейност, а западният – с по-голяма дълбочина, запълнена от множество езера и седиментни скали.

## Води
Части от дъното на долината са заети от Червено море и многобройни езера. Най-големите от тях са Мъртво море в Азия, Танганика, Малави (Няса), Алберт (Мобуту Сесе Секо). Въпреки че повърхността на Танганика и Малави се намират много над морското равнище, техните дъна лежат по-ниско от него и това определя голямата им дълбочина. Танганика, най-дълбокото езеро в Африка и второ по дълбочина в света, се е изляло в процепа на рифта и достига 1470 м. максимална дълбочина, а най-голямото африканско езеро Виктория се намира в плитка падина на плато в долината между двата клона на разлома. В миналото един от вулканите в източната част на Демократична република Конго, на границата с Руанда и Уганда е разкъсал обширна зона от долината, където са се изляли част от водите на река Нил по онова време и са образували езерото Киву.
В северната част на долината езерата са разположени между високите планини по двата клона на разлома в Етиопия. По-голямата част от тях са безооточни и повечето са алкални. Въпреки това те са от голямо значение за Етиопия и нейната икономика. Тук са езерата Абая, Чамо, Шала (Shala), Кока, Лангано, Абията(Abijata) и Аваса
На юг от Етиопските планини рифтовата долина се разделя на две падини. В източната част са разположени кенийските езера, а по-голямата част от Централноафриканските езера се намират в западната му част. Кенийската част е дом на 8 езера, от които 3 са сладководни, а останалите – алкални. Това са най-голямото кенийско езеро Туркана (Рудолф), езерата Баринго, Богория, Накуру, Елментейта, Найваша, Магади и Логипи. Тук са и многобройните източноафрикански содени езера. В Танзания това са езерата Натрон, Еяси, Маняра и Макати. Долината тук е покрита с вулканична пепел и други седименти. В южната част на рифтовата долина лежат още езерата Руква в Танзания, Маломбе и Чилва в Малави.
Разломът лесно може да бъде проследен нататък през продълговатото езеро Малави (Няса) между държавите Малави, Мозамбик и Танзания, и долината на река Шире. Най-накрая завършва при долното течение на река Замбези и Индийския океан близо до град Бейра в Мозамбик.

## Фосили
Този регион е много важен за изучаване на корените на човешката еволюция. В някои от вулканичните отлагания по долините, например в долината Олдувай в Северна Танзания, са открити останки от древни предци на човека отпреди 2,5 милиона години. Южната част на Голямата рифтова долина в Източна Африка е вероятна люлка на цивилизацията, където се предполага, че са се появили първите хора. Промените в релефа на континента довеждат и до резки промени в климатичните условия и многократна смяна на сухи и дъждовни сезони. Тази околна среда, би могла да бъде първопричината, необходима за нашите предци да станат двукраки същества с развит мозък, тъй като са се опитвали да се приспособяват към все по-новите климатични условия.
В Хадар в Афарския триъгълник са открити костите на няколко хоминида, предци на съвременния човек, включително и тези на „Луси“, които представляват почти пълен скелет на австралопитек. Скелетът на женския хоменид „Луси“ е открит от антрополозите Доналд Йохансон и Том Грей на 30 ноември 1974 г. в пластове на 3,5 милиона години, като това е най-древният австралопитек, който въобще е бил откриван някога. Ричард и Мери Лийки също имат значителен принос в изследването на тази област.
Кооби Фора (Koobi-Fora) до езерото Туркана в Северна Кения включва около 1130 км2 на речни и езерни седименти и представлява до голяма степен непрекъсната последователност на отлагания от Плиоцена и Плейстоцена. Намерен е череп на Homo erectus на възраст 1 750 000 години. Намерени са и добре запазени фосили на възраст между 2,1 и 1,3 милиона години, включващи най-малко един здрав австралопитек, класифициран като Paranthropus и по един от Homo habilis, Homo rudolfensis, и Homo erectus. Тук са получени и най-голям брой доказателства за развитието на ранните хоминиди с обхват на възрастта от 4 милиона години (Australopithecus anamensis) до 1,4 милиона години (Homo erectus).
В геологическата формация Olorgesailie са намерени многобройни каменни брадви, които представляват едни от най-старите форми на човешка технология, а също и вкаменени скелети на изчезнали видове слонове и хипопотами. Районът е един от най-проучените извън дефилето Олдувай и дава добра представа как хоминидите за един милион години са се справяли с променящите се климатични условия.
В Hyrax Hill са намерени неолитни гробове с каменни стени, скелети от говеда и домашни овце, както и керамични съдове с чучури и дръжки. В Kariandusi има находки от периода на късния Плейстоцен, датирани към времето преди 700 000 до 1 000 000 години.
Lothagam в Северна Кения се характеризира с уникална геология и е известен с живописността си и с интересните си палеоархеологични разкопки. Най-известен е с парчето от челюст, намерено през 1967 г., за което се счита, че е един от най-старите известни фосили от хоминиди. То вероятно е принадлежало на член на Ardipithecus на възраст 4,4 до 5,8 милиона години. Подобни находки има и в Арамис в региона Афар на Етиопия.
Канапой в Северна Кения съдържа фосили от ранната фауна на Плиоцена, включително и хоминиди. Намерени са остатъци от ранен човешки предшественик Australopithecus anamensis, датирани като възраст между 4,2 и 4,1 милиона години. В Nariokotome е намерен най-цялостно запазеният скелет на Homo erectus. Други вкаменелости, намерени тук включват останки от Homo boisei, Homo habilis и архаичен Homo sapiens.
Видео
- The Hottest Place on Earth, Episode 1 Part 6 – Пукнатината, образувана в депресията Данакил през 2005 г. ((en))